# Siġġiewi
Siġġiewi [sɪˈd͡ʒɪːwɪ] (oder Is-Siġġiewi) ist eine Stadt und eine Gemeinde im Süden Maltas. Sie liegt auf einem Plateau im Landesinneren, wenige Kilometer entfernt von der ehemaligen Hauptstadt Maltas, Mdina, und 10 km entfernt von der heutigen Hauptstadt Valletta.  Bis zum Jahr 2001 lautete der Wahlspruch von Siġġiewi „Labore et Virtute“ (Arbeit und Tugend).
Die Gemeinde Siġġiewi reicht bis an die Südküste der Insel.

## Geschichte
In ihrer demografischen und topografischen Entwicklung folgte Siġġiewi dem Muster anderer maltesischer Dörfer. Vor der Ankunft der Ritter des Johanniterordens 1530 gab es nur einige verstreute Hütten in der Gegend. Nach und nach gingen die Dörfer Ħal Xluq, Ħal Kbir, Ħal Niklusi und Ħal Qdieri in der Gemeinde Siġġiewi auf und heute erinnern nur noch ihre abgeschieden liegenden Kapellen an deren frühere Existenz.
Siġġiewi wurde bereits im 14. Jahrhundert gegründet. Am 30. Dezember 1797 erhob der Großmeister Ferdinand von Hompesch nach Bitten der Einwohner – vorgebracht durch den Pfarrer Don Salvatore Curso – das Dorf zur Stadt und nannte es nach sich selbst „Città Ferdinand“.
Die Ruinen der früheren Pfarrkirche St. Nikolaus von Bari kann man heute noch sehen. Die barocke neue Pfarrkirche – nach demselben Heiligen benannt – wurde von der Bevölkerung errichtet, die auch das notwendige Geld in den Jahren 1676 bis 1693 aufbrachte. Sie wurde vom  maltesischen Baumeister Lorenzo Gafà entworfen, wurde aber mit den Jahren verändert. Die Säulenhalle und die Seitenschiffe wurden von Professor Nicola Żammit in der zweiten Hälfte des 19. Jahrhunderts dazu gefügt.
Das Hauptgemälde in der Kirche wurde vom Maler Mattia Preti, „Il Calabrese“, erstellt, der auch für das Gemälde im Gewölbe der St. John’s Co-Cathedral in Valletta verantwortlich war. Die hölzerne Statue, die von Einwohnern beim Stadtfest (am letzten Sonntag im Juli) durch die Straßen getragen wird, wurde 1737 von Pietro Felici geschaffen. Einige Jahre vorher, 1732, hatte derselbe Künstler das Standbild entworfen, das heute noch in der Mitte des Vorplatzes steht. An seinem Fundament befindet sich ein Gebet in Latein, das den Heiligen bittet, gnädig zu sein und die Felder zu segnen, die die Gläubigen fleißig bearbeiten.

## Tourismus

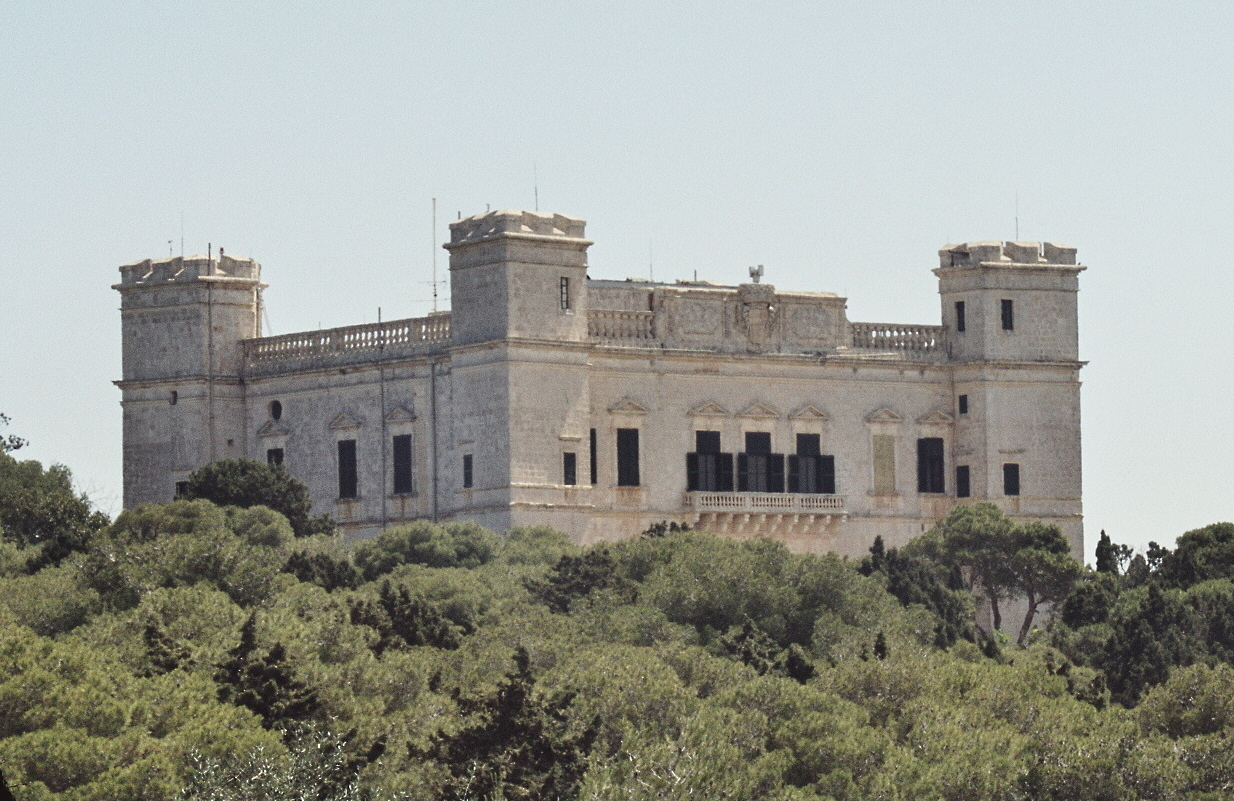
Verdala-Palast

Von Siġġiewi blickt man auf den Sommerpalast des Inquisitors, 1625 von Onorato Visconti gebaut, und 1763 von Angelo Dorini renoviert. Heute ist er die offizielle Residenz des Premierministers. Der Palast des Großmeisters Verdale (Verdala Palace) ist eine der Residenzen des Präsidenten der Republik. Daran anschließend findet man die Buskett Gardens, einen künstlich angelegten Wald, den die Großmeister, wie zum Beispiel Jean de la Valette, als Jagdrevier nutzten. Heute ist es das größte Waldgebiet Maltas.
Im alten Teil der Stadt gibt es einige Nischen mit Figuren, von denen manche aus der Mitte des 17. Jahrhunderts stammen.
Von der Küste aus kann man auf Filfla blicken.

## Söhne und Töchter der Stadt
- Pawlu Aquilina (1929–2009), Poet und Schriftsteller